# Huurkoop
Huurkoop is een kredietvorm. De intentie ervan is de eigendomsoverdracht van een goed - de koop - maar vormelijk gaat het om huur. Dat betekent dat de kredietverstrekker een  duurzaam goed voor een bepaalde periode ter beschikking stelt van een kredietnemer, tegen betaling van een periodieke vergoeding, de huur. Die huur wordt berekend op zodanige wijze dat aan het einde van de periode de koop doorgaat.

## Verschillen met lease en koop op afbetaling
Huurkoop verschilt van lease door het feit dat de eigendomsoverdracht aan het einde van het traject van rechtswege gebeurt en dus niet optioneel is.
Huurkoop verschilt van koop op afbetaling door het feit dat het eigendom pas overgaat op de huurkoper aan het einde van de overeen gekomen periode.

## Varianten
Een variant is een huurkoopcontract waarbij de huurkoper op elk ogenblik in het traject de koopoptie kan uitoefenen tegen vooraf bepaalde voorwaarden (namelijk de verrekening van de betaalde huur als deel van de koopprijs). 

## Voordelen voor kredietverstrekker en huurkoper
Het voordeel voor de kredietverstrekker is dat het goed de facto een zakelijke borgstelling blijft vormen voor de uitoefening van het contract. Komt de huurkoper zijn verplichtingen niet na dan kan de huurverkoper zijn eigendomsrecht laten gelden en de koper het verder genot van het goed ontzeggen (wat niet wil zeggen dat er dan eventueel geen schadevergoeding moet betaald worden). 
Het voordeel voor de huurkoper is dat door het verminderde risico aan de kant van de verkoper, het krediet goedkoper is, en dat bij niet-naleving van de huurkoop-verplichting enkel het voorwerp borg staat. Bij een koop-op-afbetaling kan de verkoper tot beslagleggingen overgaan (in de eerste plaats op de inkomsten, indien nodig ook op goederen).
Huurkoop is derhalve een constructie die vooral goederen tot voorwerp heeft met een lange tot zeer lange levensduur.   

## Wettelijke regeling in Nederland
De huurkoop is een van de bijzondere overeenkomsten die nog niet gemoderniseerd is. De huurkoop is daarom geregeld in boek 7a van het Burgerlijk Wetboek, het laatste restant van het oude BW.